# Toshishiro Obata
Toshishiro Obata (小幡 利城?, Obata Toshishiro; Gunma, 20 ottobre 1948) è un artista marziale, coreografo e attore giapponese.

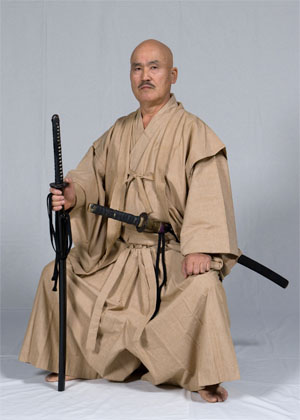
Toshishiro Obata nel 2011

È il fondatore del Shinkendo, arte marziale basata sull'uso delle armi dei samurai, e della relativa scuola, International Shinkendo Federation (国際真剣道連盟?, Kokusai Shinkendō Renmei). In Giappone, è stato campione per diversi anni di tameshigiri (tecnica di taglio con la spada).

## Biografia
Nato nella prefettura di Gunma, Toshishiro Obata è di nobili origini: discendente degli Heike, un illustre clan di samurai. Un suo avo, Toramori Obata, generale al servizio della famiglia Takeda, era uno dei famosi "24 strateghi" durante la guerra civile dell'era Sengoku ed era signore feudale della provincia Shin Shu (l'attuale Nagano). All'età di 18 anni Toshishiro si iscrive ad un dojo di aikidō a Tokyo, studiando sotto la guida di Gozo Shioda. In questo periodo iniziò anche a praticare l'uso della katana. Ben presto divenne istruttore, insegnando difesa personale nella polizia metropolitana anti-sommossa, nell'esercito e nelle università giapponesi. Deciso ad espandere le sue conoscenze, Obata impara anche l'uso della spada, praticando lo Yagyū Shinkage-ryū con il maestro Yagyu Nobuharu ed intraprende anche gli studi della filosofia Zen.
Nel 1973, Toshishiro abbandona la scuola di aikidō di Tokyo per studiare altre arti marziali e entrò nella "Tokyo Wakakoma", una società di stuntmen che faceva coreografie di combattimento per la televisione e il cinema giapponese. All'interno dell'associazione, Obata studia varie discipline del Budō e allo stesso tempo insegna ai neofiti il tiro con l'arco a cavallo (Bajutsu), l'arte della lancia (Yarijutsu), dell'alabarda (Naginata) e la vestizione delle Yoroi (armature dei samurai).
Nel 1980, Obata si trasferisce negli Stati Uniti, continuando la sua prestazione di attore e coreografo di scene d'azione, oltre che come istruttore di arti marziali. Proprio durante la sua attività negli Stati Uniti, fonda lo Shinkendo, un'arte marziale che trae origine dallo stile di combattimento dei samurai, in particolare dedicata all'insegnamento di tecniche e filosofia dell'arte della katana. Accanto alla sua attività di insegnante, Obata viene scritturato in vari film d'azione, ricoprendo ruoli "secondari" o comparse da cattivo. É particolarmente noto per aver interpretato Tatsu in Tartarughe Ninja alla riscossa (1990) e Tartarughe Ninja II - Il segreto di Ooze (1991).
Altre pellicole in cui ha preso parte sono Black Rain - Pioggia sporca (1989),  Resa dei conti a Little Tokyo (1991), Demolition Man (1993) e In trappola (1995), finora la sua ultima apparizione come attore. Nel 1993, compare anche nell'episodio L'ombra del dragone della serie televisiva Walker Texas Ranger. Nel 1996, Obata fonda la "Aikibujutsu Tanren Kenkyukai", un'organizzazione che insegna per le forze dell'ordine discipline come Bujutsu, Aikidō e Taihojutsu. Continua a tenere seminari nelle varie sedi distaccate della sua scuola, di cui se ne contano più di 60 in tutto il mondo.

## Filmografia

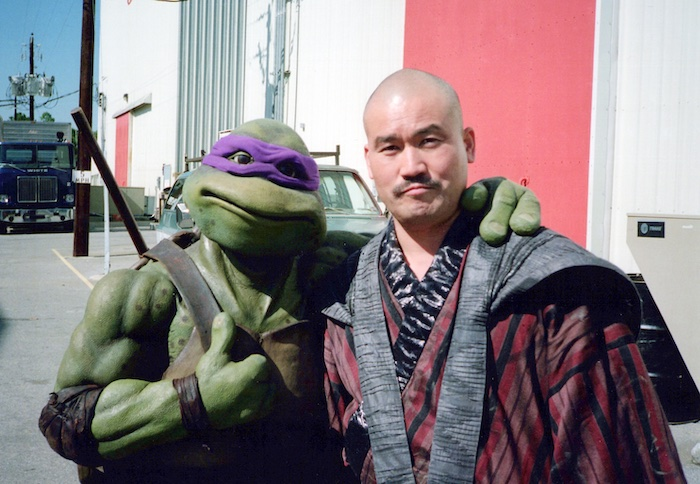
Obata sul set de Tartarughe Ninja alla riscossa (1990) con Donatello

### Cinema
- Il ritorno del samurai (Ghost Warrior), regia di J. Larry Carroll (1984)
- Black Rain - Pioggia sporca (Black Rain), regia di Ridley Scott (1989)
- China O'Brien, regia di Robert Clouse (1990) - non accreditato
- Tartarughe Ninja alla riscossa (Teenage Mutant Ninja Turtles), regia di Steve Barron (1990)
- Bushido - Codice d'onore (The Sword of Bushido), regia di Adrian Carr (1990)
- Tartarughe Ninja II - Il segreto di Ooze (Teenage Mutant Ninja Turtles II: The Secret of the Ooze), regia di Michael Pressman (1991)
- Resa dei conti a Little Tokyo (Showdown in Little Tokyo), regia di Mark L. Lester (1991)
- Moventi diversi (Ulterior Motives), regia di James Becket (1992)
- Rabbia e onore (Rage and Honor), regia di Terence H. Winkless (1992)
- Sol levante (Rising Sun), regia di Philip Kaufman (1993)
- Demolition Man, regia di Marco Brambilla (1993)
- Blue Tiger, regia di Norberto Barba (1994)
- L'Uomo Ombra (The Shadow), regia di Russell Mulcahy (1994)
- Sole rosso sangue (Red Sun Rising), regia di Francis Megahy (1994)
- In trappola (The Hunted), regia di J. F. Lawton (1995)

### Televisione
- Walker Texas Ranger (Walker, Texas Ranger) - serie TV, episodio 1x04 (1993)
- Art of War, regia di David Padrusch - film TV (2009)